# Pieter de Bitter

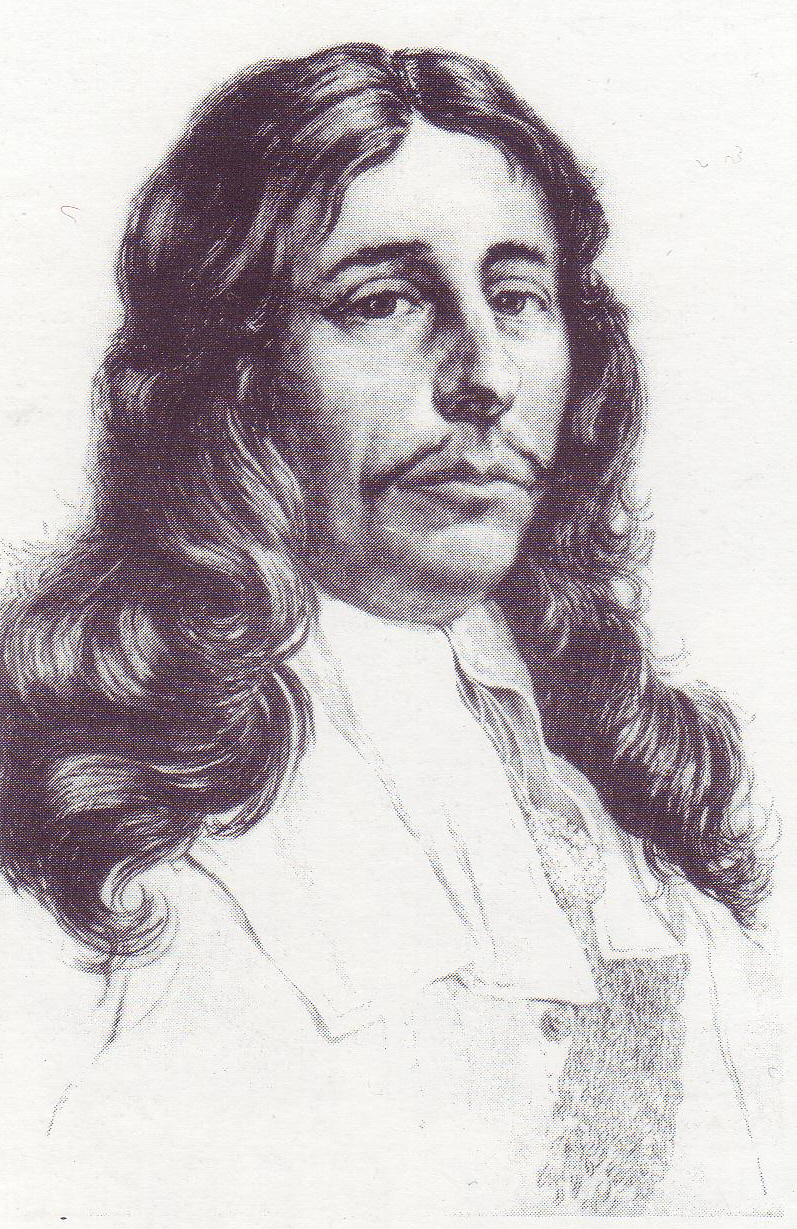
Pieter de Bitter door J.W. Bloem

Pieter de Bitter (ca. 1620 – 15 juni 1666) was een Nederlandse schipper en admiraal van de Vereenigde Oostindische Compagnie. Op 12 augustus 1665 won hij de Slag in de Baai van Bergen tegen een Engels flottielje onder leiding van Thomas Teddiman.

## Vroege jaren
Van De Bitters vroege jaren en carrière is niets bekend. Hij wordt voor het eerst genoemd in 1653, tijdens de Eerste Engels-Nederlandse Oorlog, als kapitein van de Mercurius. Dat schip is vlak voor de Slag bij Ter Heijde toegevoegd aan de vloot van Michiel de Ruyter. Tijdens de slag onderscheidde De Bitter zich door de Triumph, het vlaggenschip van viceadmiraal James Peacock, buiten gevecht te stellen, waarbij Peacock sneuvelde. Een uur later zonk de Mercurius, na onder de waterlinie te zijn geraakt. De Bitter en het grootste deel van zijn bemanning konden worden gered.

## Tijd in de Oost

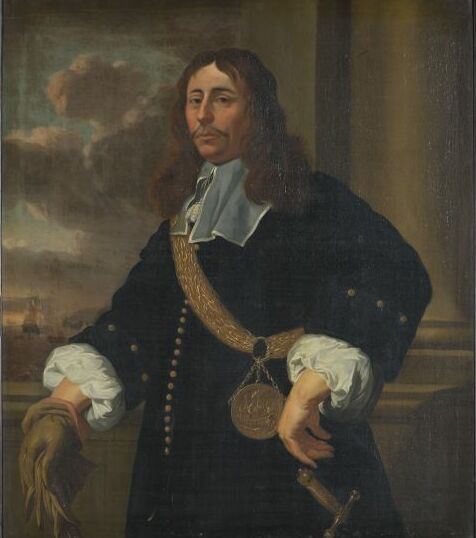
Portret van Pieter de Bitter, naar wordt aangenomen.

In augustus 1655, tijdens de Portugees-Nederlandse oorlog, was De Bitter schipper op de Ter Goes van directeur-generaal Gerard Hulft, commandeur van een vloot die vanuit Batavia de Portugese kolonie Ceylon moest aanvallen. Nadat Colombo was veroverd, werd De Bitter terug naar Batavia gestuurd om de Raad van Indië hiervan op de hoogte te stellen, maar ook te melden dat Hulft was gesneuveld.
In november 1656 werd De Bitter vice-commandeur onder Adriaan Roothaes, van een vloot die het Portugese hoofdkwartier Goa moest blokkeren. In het voorjaar van 1657 keerde hij weer terug naar Batavia, om vervolgens in augustus van datzelfde jaar opnieuw onder Roothaes Goa te blokkeren. Daarbij veroverde De Bitters vlaggenschip Terschelling de Santa Cruz, gevuld met specerijen. De Bitter verduisterde een deel van de lading, waarvoor hij later gestraft werd.
Nadat deze vloot zich in november weer bij de hoofdmacht van Rijcklof van Goens had  gevoegd, werd besloten om met een groot deel van de vloot de resterende Portugese bezittingen op Ceylon aan te vallen. De Bitter nam ook deel aan deze expeditie, als schipper van de Salamander. Dit schip had, samen met de Naarden, de opdracht de Portugezen te misleiden door eerst naar het noorden te varen en zich pas daarna bij de hoofdmacht te voegen. Het plan mislukte echter, doordat ongunstige winden de schepen richting Maldiven drukten. De Bitter bereikte Colombo pas op 17 februari 1658, te laat om nog bij de verovering van Mannar te helpen. Wel had hij een aandeel in de verovering van Jaffnapatnam op 21 juni. Daarna werd hij opnieuw ingezet om de Raad in Batavia hierover te informeren.
Op 19 juni 1659, nog steeds dienend onder Roothaes, vertrok De Bitter met een blokkadevloot van dertien schepen weer richting Goa. Bij de blokkade van de haven confisqueerde hij een deel van de lading van het Engelse schip de Constantinople Merchant, te weten 59 kanonnen, 3 mortieren en 2000 granaten, 'sijnde notoirlijcken goederen van contrabande die de gemelte vrunden de vyanden hebben willen toebrengen'.

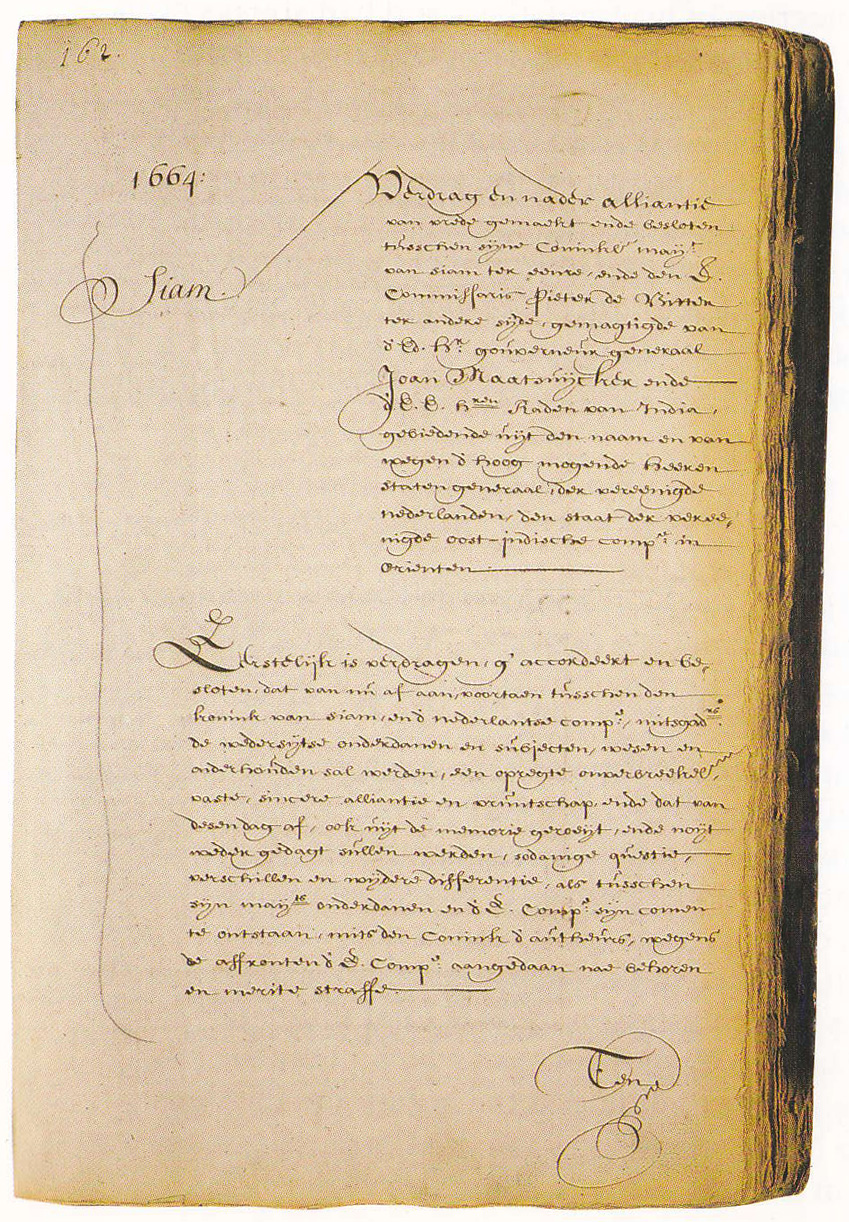
Het verdrag dat Pieter de Bitter sloot met de koning van Siam.

De Engelsen dienden hierover in september 1657 een protest in. Zij beweerden dat het oorlogsmateriaal niet voor de Portugezen bedoeld was maar voor de Engelse factorij in Swally bij Suratte, en dat ze vanwege het slechte weer daar niet hadden kunnen lossen. De zaak had voor De Bitter geen gevolgen.
Begin 1661 nam hij deel aan de mislukte expeditie naar de Malabarkust van Adriaan van der Meijden, gouverneur van Ceylon. Hierbij werd Paliport op de Portugezen veroverd maar moest weer worden opgegeven bij gebrek aan mankracht om het te verdedigen. Na terugkomst in Ceylon werd hij in april equipagemeester in Colombo. Tegelijkertijd moest hij de functie van 'constabel-majoor' (commandant van de artillerie) waarnemen. Die baan aan de wal duurde maar kort. Omdat Roothaes door de Raad van Indië benoemd was tot commandeur van Galle, werd nu op 22 juli De Bitter benoemd tot commandeur van de blokkadevloot van Goa van dat jaar.
Op 3 januari 1663 was hij aanwezig bij de verovering van Cochin door Van Goens. In februari was hij met Isaac de Saint-Martin mede-ondertekenaar van het verdrag (Confirmatie van vrundschap) van Van Goens met de 'grooten Samorijn' van Calicut. Na het vertrek van Van Goens naar Batavia in maart fungeerde De Bitter als provisioneel gouverneur van Cochin, 'in oorloghssaecken, schipbouwen als anders redelijck ervaren'. Omdat men in Batavia twijfelde of de zeeman De Bitter hier de juiste kwaliteiten voor had werd hij in november weer vervangen door Ludolph van Coulster. Hij keerde in mei 1664 met het jacht Nieuwenhoven terug in Batavia, niet genegen om zijn functie van equipagemeester in Colombo weer op te nemen.
Drie weken later, op 21 juni, werd hij als gezant naar de koning van Siam, Narai de Grote, gestuurd. Er was in Siam een conflict gerezen tussen het koninklijk hof en de VOC-handelspost Ayutthaya, dat beide partijen wensten bij te leggen. Op 22 augustus slaagde De Bitter erin een nieuw vredes- en handelsverdrag met Siam te sluiten. Op 30 november was hij weer terug in Batavia, 'hebbende aldaer syne zaken tot … vernoegen verricht'.

## Retourvloot
Op 9 december werd in de Raad van Indië besloten Pieter de Bitter te benoemen tot commandeur van de aanstaande retourvloot, 'synde haer Edelen tot die verkiesingh getreden, om dat gene ministers van hooger character haer daer toe hebben opgedaen'. Tweemaal per jaar stuurde de VOC een vloot met geld en goederen vanuit Indië terug naar de Republiek. Omdat de spanningen met Engeland opliepen en een nieuwe oorlog dreigde, werd besloten de meest ervaren persoon de leiding in handen te geven. Om het vaderland te steunen werd het een van de rijkste retourvloten ooit. Het was dus uiterst belangrijk dat de vloot niet in vijandelijke (lees:Engelse) handen zou vallen en De Bitter had dan ook geheime instructies gekregen om dat te voorkomen.

### Vertrek
De vloot vertrok op 1e Kerstdag vanaf de rede van Batavia, en bestond uit de schepen Walcheren, met Pieter de Bitter als admiraal, de Phoenix, met Jacob Burckhorst als viceadmiraal, de Slot Hooningen, met schipper Herman de Ruyter als schout-bij-nacht, de Nootmuskaatboom, de Rijzende Zon, de Brederode, de Wapen van Hoorn, de Amstelland, de Diemermeer, de Ooievaar en de Jonge Prins. Later volgden nog de Kogge en de Nieuwenhoven, die door de vloot aan de Kaap de Goede Hoop werden opgewacht. Aan boord van de Rijzende Zon bevond zich ook de chirurgijn en reisverhalenschrijver Wouter Schouten, die later een verslag van de reis opnam in zijn Oost-Indische voyagie van 1676.

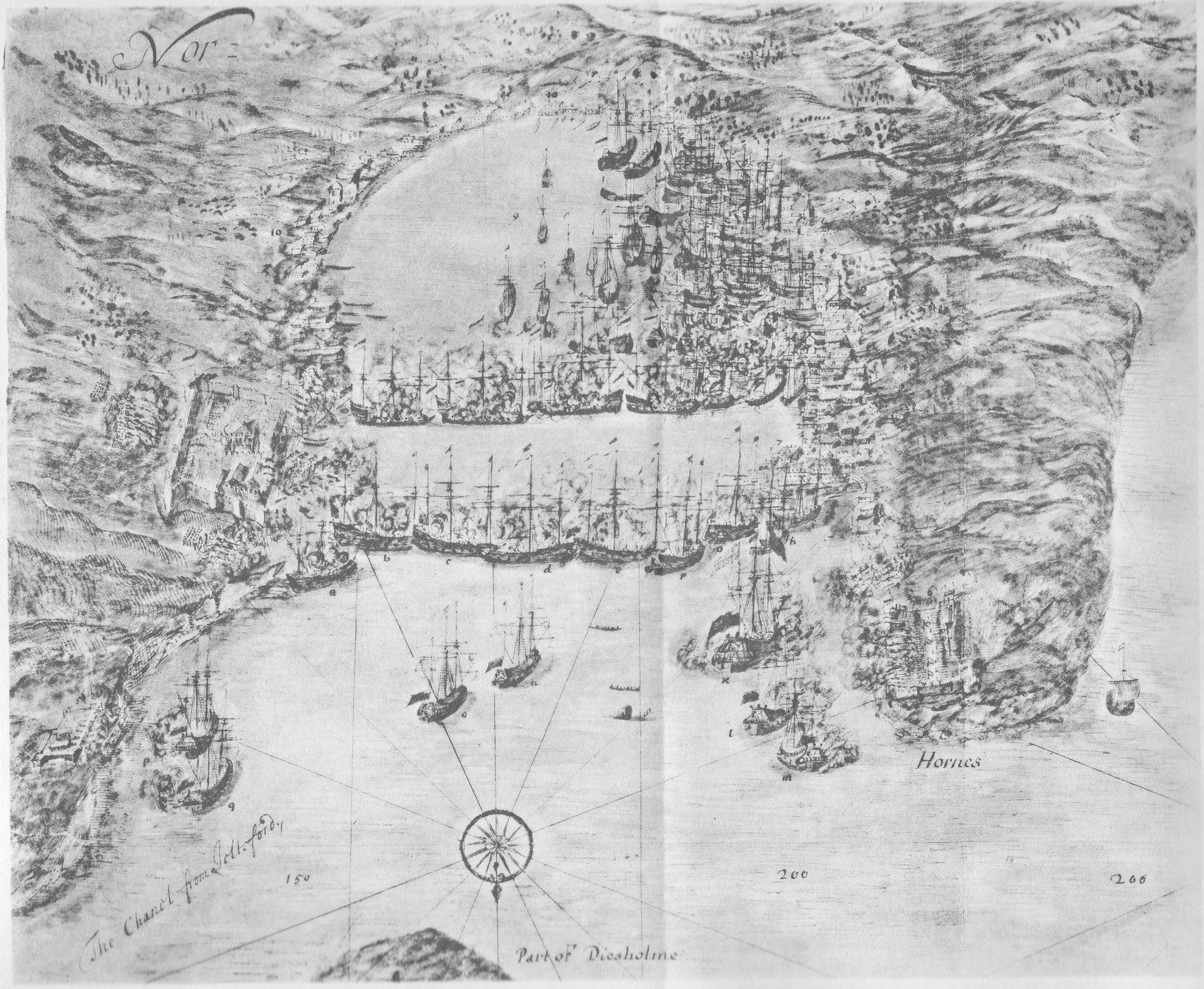
Schets van de slag bij Bergen door een Engelse ooggetuige 'C.H.' Waarschijnlijk Charles Harbord.

De vloot werd geteisterd door zware stormen nabij Madagaskar, een beruchte onheilsplek, waar nog twee jaar tevoren vier retourschepen waren vergaan. Schoutens schip werd in het nachtelijk duister 'door de hemelhooge waterbaren des grondeloosen oceaens gedurigh als tot dit onmetelijck back des afgronts nedergebonst en dan staegh wederom na om hoogh als tot in de wolcken hemelwaerts opgeboert'. De schepen raakten door de storm verspreid, en van de Nootmuskaatboom werd nooit meer iets vernomen. Op 11 maart kwam de vloot in de Tafelbaai van de Kaap de Goede Hoop aan. Hier vernam De Bitter dat er oorlog dreigde tussen de Republiek en Engeland. Op 22 april voer de vloot verder. Op 11 juli kreeg men van Franse vissers te horen dat de oorlog was uitgebroken en de Nederlandse vloot in de Slag bij Lowestoft een zware nederlaag had geleden. In nieuwe instructies van de Heren XVII stond dat De Bitter in een neutrale haven voor anker moest gaan en moest wachten tot de Nederlandse vloot weer op oorlogssterkte was en hem naar huis kon escorteren. Hij zocht zijn toevlucht in de haven van Bergen in Noorwegen, na eerst veiligheidshalve helemaal om de westkust van Ierland, Engeland en Schotland heen te zijn gevaren. Verscheidene schepen dwaalden door stormen van de vloot af, maar bereikten zelfstandig Bergen. Zaterdag 8 augustus kwam het grootste deel van de vloot ten anker in de haven van Bergen. Hier lagen al zo’n 50 Nederlandse koopvaarders met ladingen uit Smyrna, Spanje, Portugal en West-Indië, die allen wachtten op de Nederlandse oorlogsvloot die hen naar huis zou begeleiden. Lord Sandwich, de bevelhebber van de Engelse oorlogsvloot, schreef ‘I am apt to beleive scarce at any time in one place soe great a mass of wealth was ever heaped together’. De Londonse dagboekschrijver Samuel Pepys noemde de Deense koning een ‘blockhead’, omdat hij geen beslag had gelegd op ‘the greatest treasure that ever was together in the world and more by much than all his Crowne was worth’.

### Slag in de baai van Bergen

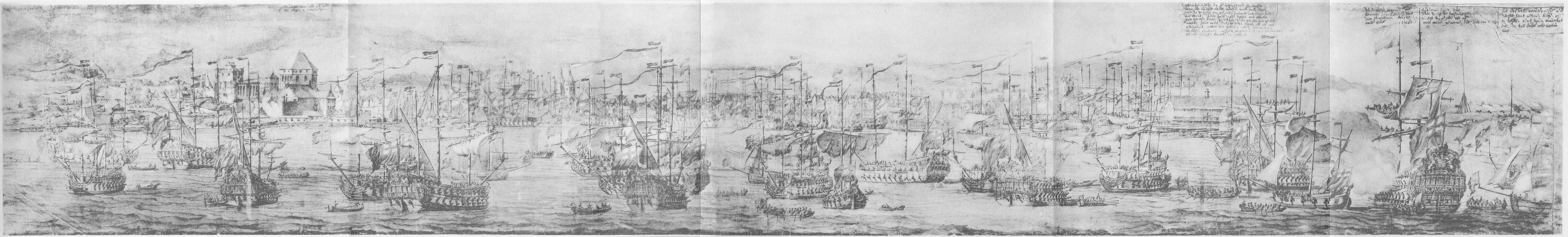
De bijna 3 meter lange tekening van de slag bij Bergen door Willem van de Velde de Oude.

De inwoners van Bergen verwelkomden hen hartelijk, en velen brachten een bezoek aan de grote Oost-Indiëvaarders. 'Yder een socht wat nieuws van wegens de vreemdigheden en wonderen by ons in verre landen gesien te hooren', schreef Schouten. De Engelsen schonden echter de neutraliteit van de haven en vielen op 12 augustus 1665 aan. De aanval werd geleid door schout-bij-nacht Thomas Teddiman, die zich onderscheiden had in de Slag bij Lowestoft. Hij had 13 oorlogsschepen, 9 bewapende koopvaarders en 2 branders uit de vloot van Lord Sandwich tot zijn beschikking, die hij voorschip aan achterschip in een halve maanvorm over de breedte van de baai opstelde. De Bitter deed op musketschot afstand hetzelfde met de 8 best bewapende retourschepen. Zeelieden van andere koopvaarders versterkten de bemanning en werden onder viceadmiraal Burckhorst verdeeld over de vestingwerken van Bergen. Veel inwoners vluchtten met hun bezittingen weg uit de stad. De Bitter hield op elk schip dat aan het gevecht zou deelnemen een toespraak: 'Wel Vrienden, hier komen nu de Engelse, en willen onse Schepen door een Onchristelijck gewelt, ons uyt de handen rucken, om ons en dese rijcke Retourvloot ten buyt na Engelandt heen te voeren...laet ons dan met een wackere moedt als Leeuwen onse Vyanden wederstaen'. Hij beloofde iedereen een beloning van 3 maanden gage bij een overwinning. Bij een nederlaag moesten de schepen vernietigd worden zodat ze niet in handen van de vijand zouden vallen. 

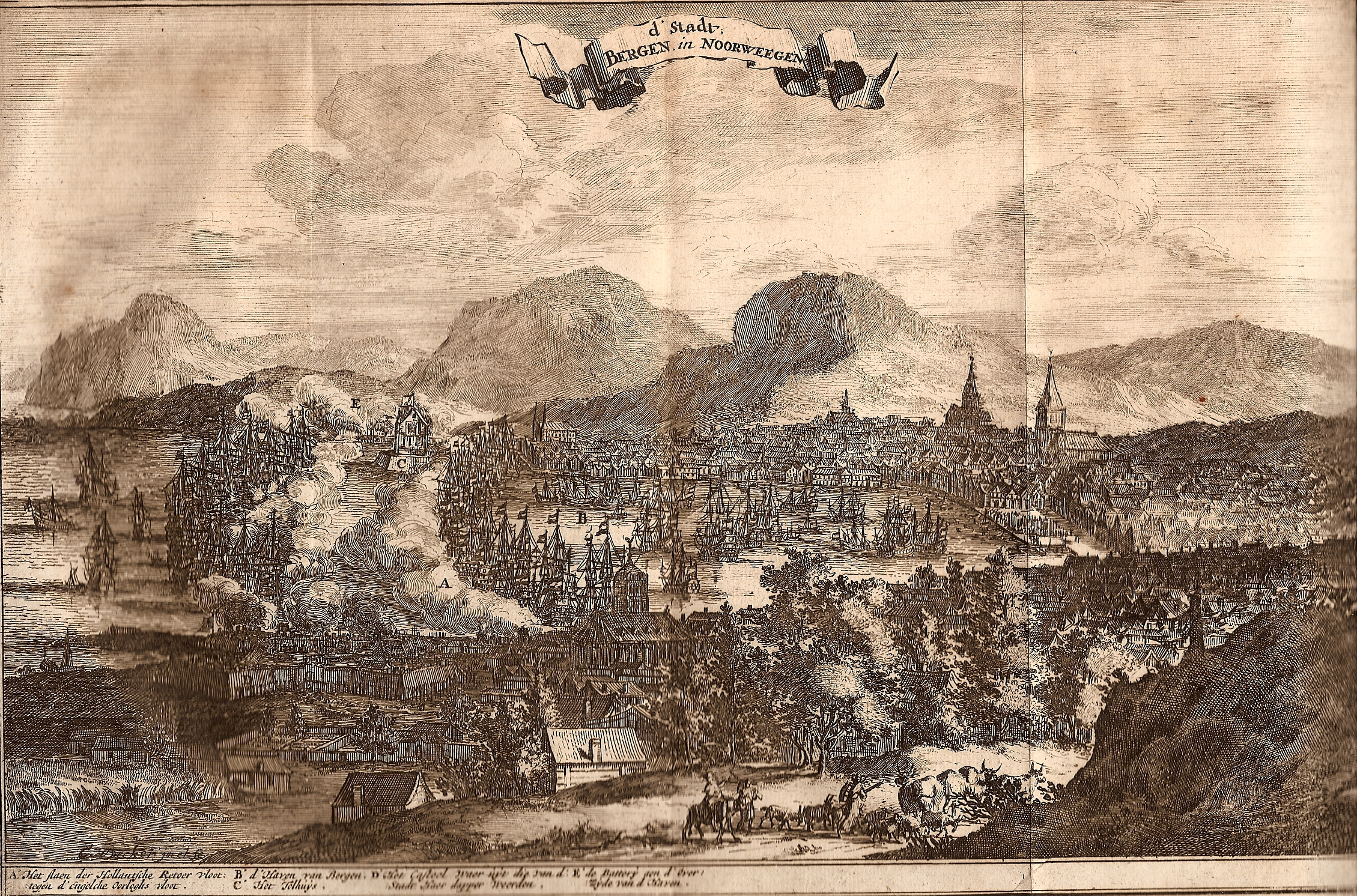
Weergave van de slag bij Bergen in Schoutens Oost-Indische voyagie.

De Deense en Engelse koning hadden een geheime afspraak gemaakt om de Engelse oorlogsvloot zijn gang te laten gaan en de te veroveren buit te delen, maar de instructies aan de bevelhebber van de strijdkrachten in Bergen, generaal Claus Ahlefeldt, zouden pas op 17 augustus aankomen. Ahlefeldt hield zich dus aan het neutraliteitsbeleid en koos ondanks de protesten van Teddiman de kant van de Nederlanders. Drieëneenhalf uur beschoten de vloten elkaar met hun meer dan duizend kanonnen. 'Dit was geen slaen, gelijck ordinaer in Zee geschiet, maer wel een afgrijsselijck moorden'. Ook vanuit de vestingwerken werd geschoten op de Engelse vloot, die zich uiteindelijk zwaar beschadigd en met meer dan 500 doden wanordelijk terugtrok. Bij de Nederlanders vielen 25 doden en 70 gewonden. 

### Thuiskomst

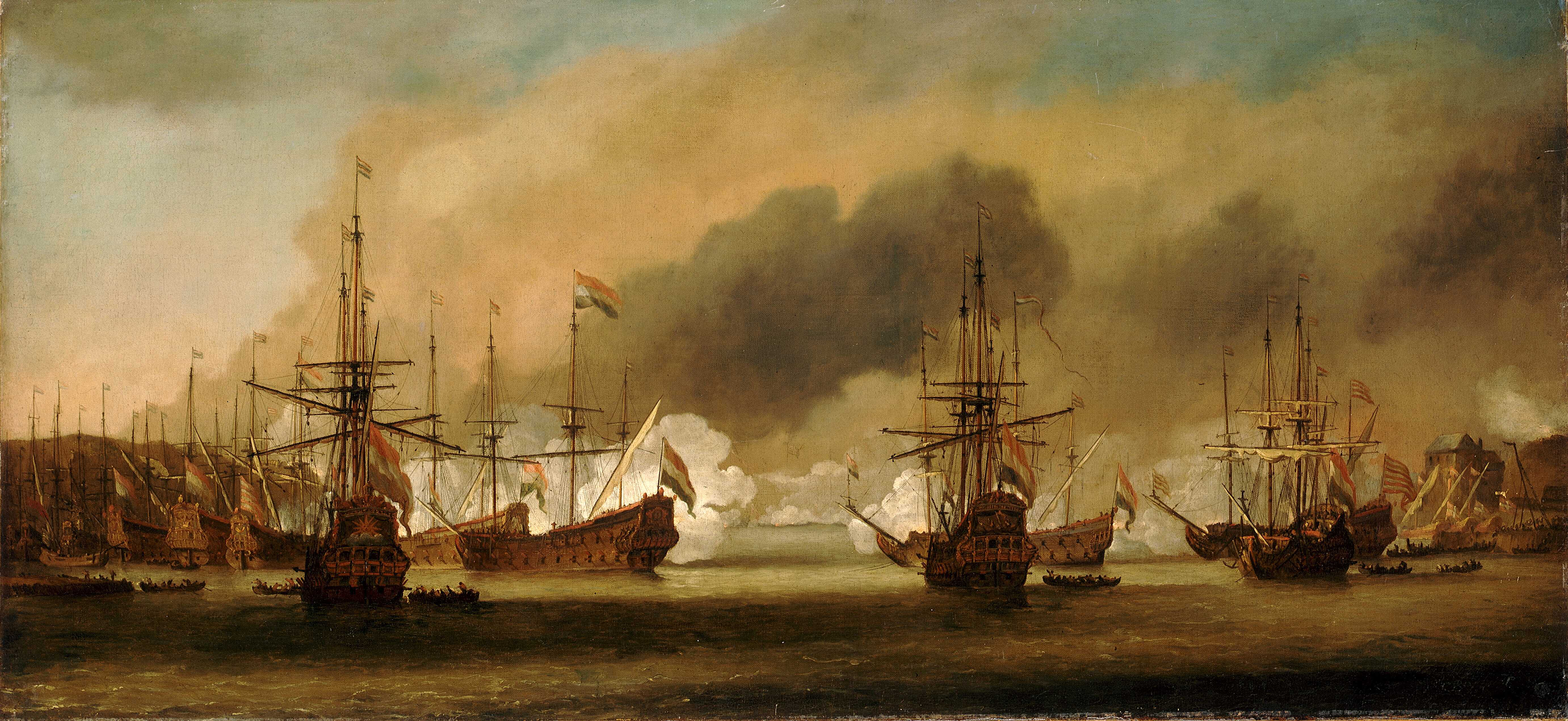
De Slag bij Bergen door Willem van de Velde de Jonge, naar een schets van zijn vader.

De 17e ontving Ahlefeldt alsnog de instructies van de Deense koning, en onderhandelde hij via de gezant Jens Toller achter de rug van De Bitter om met Teddiman over een tweede aanval en verdeling van de buit. Ahlefeldt wilde de Engelsen echter niet actief helpen bij de aanval, om te voorkomen dat de Nederlanders het Deense verraad zouden ontdekken. Teddiman gaf het toen op en voer met zijn schepen terug naar de vloot van Sandwich. De Bitter wist daar niets van, maar zag dat de houding van Ahlefeldt en von Cicignon veranderde. ‘Dese geveijnsde Vrunden’ en ‘onbeschaemde gasten’, ‘haer Vossen huijden hebben beginnen aff te leggen’, eisten 40 kanonnen en honderdduizend rijksdaalders als beloning voor bewezen diensten en om de neutraliteit van de haven te blijven handhaven, anders zouden ze het met de Engelsen op een akkoord gooien. De Bitter overhandigde de kanonnen en slechts drieduizend rijksdaalders, en wist verder tijd te rekken. De 30e arriveerde Michiel de Ruyter met de Nederlandse oorlogsvloot van 90 schepen. Aan boord waren ook drie gedeputeerden van de Staten-Generaal, waaronder Johan de Witt. Willem van Ghent voer met drie schepen naar Bergen voor de onderhandelingen over het uitvaren van de koopvaarders. Met hem mee ging ook de scheepsschilder Willem van de Velde de Oude. Tussen 2 en 6 september maakte hij een aantal tekeningen gebaseerd op wat hij zelf in Bergen zag en wat ooggetuigen hem vertelden over het verloop van de zeeslag. Omdat hij de Engelse schepen niet had gezien liet hij ze schuilgaan achter de Nederlandse schepen en de kruitdamp. Na thuiskomst werkte hij de tekeningen uit tot penschilderijen. Uit een aantekening van Van de Velde blijkt dat hij ook een olieverfschilderij ‘10 voet langh, voor de heer komander Bitter’ gemaakt heeft. Dit schilderij is echter tegenwoordig niet bekend.
Op 8 september zeilden alle schepen weg van de Noorse kust. Direct na het vertrek werd de vloot drie dagen lang geteisterd door zware stormen op de Noordzee, zodat het konvooi uiteen geslagen werd. De conditie van de schepen was door de lange reis uit Indië en het gevecht in Bergen aanzienlijk verslechterd. De Bitter kwam op 17 september met de Walcheren en de Brederode met de vloot van De Ruyter in de Republiek aan, maar de andere retourschepen lukte dat pas veel later na allerlei omwegen. De Phoenix en de Slot Hooningen vielen zelfs samen met vier oorlogsschepen op 13 september bij de Doggersbank alsnog in handen van de vloot van Sandwich. De lading leverde de Engelsen zo'n 2 miljoen gulden op, die deels in de zakken van Sandwich en anderen verdween. Jacob Burckhorst was een van de weinigen die de gevangenschap van de Engelsen overleefde. 

### Ontvangst
Op 19 oktober verscheen De Bitter in de vergadering van de Staten-Generaal om verslag te doen. 3 november kreeg hij in de vergadering van de Heren XVII de voor commandeurs van retourvloten gebruikelijke gouden ketting met penning ter waarde van 500 gulden, en speciaal voor zijn ‘vaillandise’, ‘dapperheyd’ en ‘beleyd’ in Bergen een tweede gouden ketting met penning ter waarde van 1500 gulden. Omdat men niet op de hoogte was van het Deense dubbelspel werd besloten ook Ahlefeldt en de Bergense gouverneur Johan von Cicignon te belonen met een gouden ketting met medaille, 'waerop de voorschreven attaque sal worden gegraveert tot eene gedachtenis'.
De Bitter, wiens vrouw en kinderen nog in Batavia waren, vroeg de Heren XVII om in het voorjaar daar terug te mogen keren. Op 6 maart 1666 werd hij aangenomen als equipagemeester-generaal in Batavia, een belangrijke functie, voor het hoge salaris van 180 gulden per maand. Op 15 april vertrok hij als commandeur van een vloot opnieuw naar Indië. Hij kwam daar echter nooit aan. Hij stierf op 15 juni aan scheurbuik aan boord van zijn vlaggenschip Hollandse Thuyn, en kreeg een zeemansgraf voor de Afrikaanse westkust. 